# Coleophora katunella
Coleophora katunella é uma espécie de mariposa do gênero Coleophora pertencente à família Coleophoridae.